# Зонго (город)
Зонго — город в Демократической Республике Конго (провинция Южное Убанги, ранее Экваториальная провинция). Население — 53743 человека. Зонго расположен на реке Убанги, напротив Банги, столицы Центральноафриканской республики (ЦАР). Два города соединены паромом, но логистическое значение Зонго упало с конца 1980-х годов, когда транспортные потоки сдвинулись к востоку.

## История
К концу Первой конголезской войны Зонго контролировался повстанцами из Освободительного движения Конго. В начале XXI века город неоднократно принимал беженцев из ЦАР. Последний эпизод был связан с внутренним конфликтом в этой стране, который нередко называют гражданской войной.
Среди беженцев оказались многие члены семьи беглого президента ЦАР Франсуа Бозизе, чья столица была захвачена членами мусульманского движения Селека 24 марта 2013 года.

## Транспорт
Через Зонго проходит транс-африканский автодорожный маршрут  шоссе Лагос-Момбаса.